# Daryl Hannah
Daryl Christine Hannah (Chicago, 3 de dezembro de 1960) é uma atriz norte-americana de origem sueca. Após sua estreia no cinema em 1978, Hannah participou de vários filmes em Hollywood na década de 1980, entre eles Blade Runner, Splash, Wall Street, Roxanne e em 2003 apareceu em Kill Bill. Em 2003, teve importante participação no vídeo "Feel" do Mega popstar da Inglaterra Robbie Williams, onde interpreta sua namorada.

## Prêmios e indicações

### The Saturn Awards
- 2005 - Melhor atriz (coadjuvante/secundária), por Kill Bill: Vol. 2;
- 1985 - Melhor atriz, por Splash;

### Satellite Awards
- 2005 - Indicada melhor atriz (coadjuvante/secundária) (drama), por Kill Bill: Vol. 2;